# Tachydromia varipennis
Tachydromia varipennis är en tvåvingeart som beskrevs av Daniel William Coquillett 1903. Tachydromia varipennis ingår i släktet Tachydromia och familjen puckeldansflugor. Inga underarter finns listade i Catalogue of Life.